# Ambassade de Pologne en Égypte
L'ambassade de Pologne en Égypte est la représentation diplomatique de la République de Pologne auprès de la République arabe d'Égypte. Elle est située au Caire, la capitale du pays.
Outre la République arabe d'Égypte, l'ambassadeur de Pologne au Caire est également accrédité auprès de l'État d'Érythrée et fait office de représentant permanent de la République de Pologne auprès de la Ligue des États arabes. Depuis le 31 juillet 2014, il exerce également des activités consulaires concernant la Libye (pour la durée de la suspension de l'ambassade de Pologne à Tripoli).

## Ambassade
L'ambassade est située 5 Rue Aziz Osman, au Caire, en Égypte. Elle accueille aussi une section consulaire. L'établissement comprend une unité politique et économique, une section de l'administration et des finances et un attaché de défense.

## Histoire
La Pologne a établi des relations diplomatiques avec l'Égypte en 1926. Jusqu'en 2019, l'ambassadeur de Pologne au Caire était accrédité auprès du Soudan.